# آلة جزيئية

الآلات الجزيئية (أو الآلات النانوية ) هو تركيب من عدد محدد من المكونات الجزيئية والتي تستطيع أن تنجز حركة شبه ميكانيكية كرد فعل (مخرجات) نتيجة لعامل مؤثر محدد (مدخلات).
وعادة ما يستخدم تعبير الآلة الجزيئية عندما تكون الحركة الناتجة على المستوى النانوي محاكية للآلات على المستوى الماكروئي (أي الآلات الحقيقية)، والمصطلح شائع الاستخدام في تكنولوجيا النانو، حيث يقترح تصيميم عدد من الآلات الجزيئية عالية التعقيد من أجل تركيب مجمع جزيئي.
منحت جائزة نوبل في الكيمياء سنة 2016 إلى جان بيار سوفاج وفريزر ستودارت وبين فيرينغا لأبحاثهم في تصميم واصطناع الآلات الجزيئية.

## أمثلة على الآلات الجزيئية
- محرك النانو
- محرك جزيئي اصطناعي
- محركات جزيئية
- مروحة جزيئية

## اقرأ أيضاً
- تكنولوجيا النانو